# Список об'єктів Світової спадщини ЮНЕСКО в Казахстані
У списку об'єктів світової спадщини ЮНЕСКО в Казахстані станом на 2018 рік налічувалося з найменування: 3 культурних і 2 природних об'єкти.

## Список
У цьому списку подано перелік об'єктів Світової спадщини ЮНЕСКО в Казахстані в хронологічному порядку.
| № | Зображення | Назва | Місцеположення                                                              | Тип        | Час створення               | Час внесення до списку | №                                                   | Критерії        |
| - | ---------- | --- | --------------------------------------------------------------------------- | ---------- | --------------------------- | ---------------------- | --------------------------------------------------- | --------------- |
| 1 |            | Мавзолей Ходжі Ахмеда Ясаві | Місто Туркестан (Південно-Казахстанська область)                            | Культурний | кін. XIV — поч. XV століття | 2003                   | 1103 [Архівовано 5 липня 2017 у Wayback Machine.]   | i, iii, iv      |
| 2 |            | Петрогліфи археологічного ландшафту Тамгали                                                                                         | Алматинська область                                                         | Культурний | ХХ ст. до н. е. — ХХ ст.    | 2004                   | 1145 [Архівовано 5 липня 2017 у Wayback Machine.]   | iii             |
| 3 |            | Сариарка — Степи і озера Північного Казахстану (Наурзумський та Коргалжинський заповідники)                                         | Акмолінська, Карагандинська і Костанайська області                          | Природний  | 1931, 1968                  | 2008                   | 1102 [Архівовано 5 липня 2017 у Wayback Machine.]   | ix, x           |
| 4 |            | Шовковий шлях: мережа маршрутів Тянь-Шанського коридору                                                                             | (спільно з Китаєм і Киргизстаном)                                           | Культурний | II ст. до н. е. — I ст.     | 2014                   | 1442 [Архівовано 26 грудня 2018 у Wayback Machine.] | ii, iii, iv, vi |
| 5 |            | Західний Тянь-Шань (каз. Батис Тянь-Шань) * Каратауський заповідник * заповідник Аксу-Джабагли * Саїрам-Угамський національний парк | Області: Туркестанська, Жамбильська (спільно з Узбекистаном і Киргизстаном) | Природний  |                             | 2016                   | 1490 [Архівовано 22 квітня 2019 у Wayback Machine.] | x               |